# Anacolosa frutescens
Anacolosa frutescens là một loài thực vật có hoa trong họ Olacaceae. Loài này được (Blume) Blume mô tả khoa học đầu tiên năm 1850.